# Španjolska kinematografija
U Španjolsku kinematografiju se ubrajaju filmovi snimljeni u Španjolskoj ili filmovi španjolskih redatelja.
Luis Buñuel je bio prvi španjolski redatelj koji je postao internacionalno poznat, kao i kasnije Pedro Almodóvar 1980-ih. 
Špnjolska filmska industrija je poslije Drugog svjetskog rata bila vrlo uzdrmana i politička klima koja je vladala u Europi uzdrmala ju je još više. Kulturna elita cijele države u Španjolskoj i dijasporia nije pokazivala da to želi promijeniti. S Franco kao diktatorom, Španjolska je bila izorlirana od ostatka Europe dok su se druge kinematografije npr. talijanska i francuska počele oporavljati, Španjolska je toga ostala "pošteđena".
Španjolski film je tijekom godina dao poznate redatelje kao što su: Segundo de Chomón, Florián Rey, Luis García Berlanga, Juan Antonio Bardem, Carlos Saura, Julio Medem i Alejandro Amenábar. Španjolski glumci npr. Antonio Banderas, Javier Bardem i Penélope Cruz su ostvarli uspjeh u inozemnim filmovima.
Ukupna zarada od prodaje kino ulaznica od domaćih filmova iznosila je samo 10 do 20% od svih prodanih karata. Glede toga, španjolska vlada je napravila program koji će na različite načine omogućiti olakšice domaćoj filmskoj industriji. Zadnjih godina nazadni trend je zaustavljen i proizvodnja filmova poput Alatriste (s budžetom od €30 milijuna) s Viggom Morensenom u glavnoj ulozi, španjolsko-meksički film, Panov labirint (El Laberinto del Fauno), Povratak (Volver) s Penélope Cruz, su napunili kino dvorane u Španjolskoj.
Filmska nagrada Goya se dodjeljuje svake godine nagrađujući, najbolja filmska i glumačka ostvarenja u Španjolskoj. 

## Redatelji
- Pedro Aguilera
- Pedro Almodóvar
- Alejandro Amenábar
- Vicente Aranda
- Carlos Atanes
- Jaume Balagueró
- Alfonso Balcazar
- Ricardo de Baños
- Juan Antonio Bardem
- Juan Antonio Bayona
- Luis García Berlanga
- José Luis Borau
- Luis Buñuel
- Jaime Camino
- Mario Camus
- Segundo de Chomón
- Isabel Coixet
- Alex de la Iglesia
- Bigas Luna
- Julio Médem
- Carlos Saura
- Fernando Trueba

## Glumci
- Victoria Abril
- Antonio Banderas
- Concha Velasco
- Javier Bardem
- Ana Belén
- Javier Cámara
- Monica Cruz
- Penélope Cruz
- Veronica Forqué
- José Jiménez Fernández (Joselito)
- Carmelo Gomez
- Chus Lampreave
- Fele Martínez
- Carmen Maura
- Jordi Mollá
- Eduardo Noriega
- Rossy de Palma
- Marisa Paredes
- Blanca Portillo
- Francisco Rabal
- Fernando Rey
- Cecilia Roth
- Belén Rueda
- Aitana Sánchez-Gijón
- Ana Torrent
- Guillermo Toledo